# Tazio Nuvolari
Tazio Giorgio Nuvolari (ur. 16 listopada 1892 w Castel d’Ario, zm. 11 sierpnia 1953 w Mantua) – włoski motocyklista i kierowca wyścigowy.
Powszechnie uznany za najlepszego przedwojennego włoskiego kierowcę wyścigowego i jednego z najlepszych w całej historii sportu motorowego. W trakcie swojej kariery odniósł ponad 50 zwycięstw w różnych zawodach rangi Grand Prix.
Zadebiutował w 1928 roku w samochodach Bugatti. Rok później reprezentował już barwy Alfa Romeo, z którą był związany przez większość swojej kariery.
Do jego najważniejszych zwycięstw należą: Grand Prix Monako 1932, Grand Prix Belgii 1933, Grand Prix Niemiec 1934, Grand Prix de Pau 1935, Grand Prix Niemiec 1935, Grand Prix Włoch 1938.
W 1933 roku wraz z Raymondem Sommerem triumfował w 24-godzinnym wyścigu w Le Mans. W 1932 roku został samochodowym Mistrzem Europy.
Po II wojnie światowej wygrał jeszcze Grand Prix Albi w 1946 roku.
Zmarł na raka płuc w wieku 60 lat.